# 禄州 (唐朝)
禄州，中国唐朝时设置的州。
唐高宗总章三年（670年）招抚协州乌蛮昆明部落设置禄州，属戎州都督府，治单乐县（今贵州省毕节市赫章县罗州乡）。唐玄宗天宝二年（742年）改属南溪郡都督府。天宝十五载（756年）被南诏吞并。